# VIA C7
A VIA C7 egy x86-os mikroprocesszor-sorozat, amelyet a Centaur Technology tervezett és a VIA Technologies forgalmazott 2005 közepétől, utódja, a Nano megjelenéséig.

## Történet
A C7 számos fejlesztést kínált a korábbi VIA C3 magokhoz képest, de szinte teljesen azonos a legújabb VIA C3 Nehemiah maggal. A C7 hivatalosan 2005 májusában volt kibocsátva, bár a piaci jelentések szerint az adott időpontban gyártása még nem érte el a teljes kapacitását. 2006 májusában lejárt az Intel és a VIA közötti keresztlicenc-megállapodása, amit nem újítottak meg, és ez volt az oka a C3-as szállítások 2006. március 31-i kényszerű leállításának, mivel a VIA elvesztette a Socket 370-es foglalat használatának jogait.

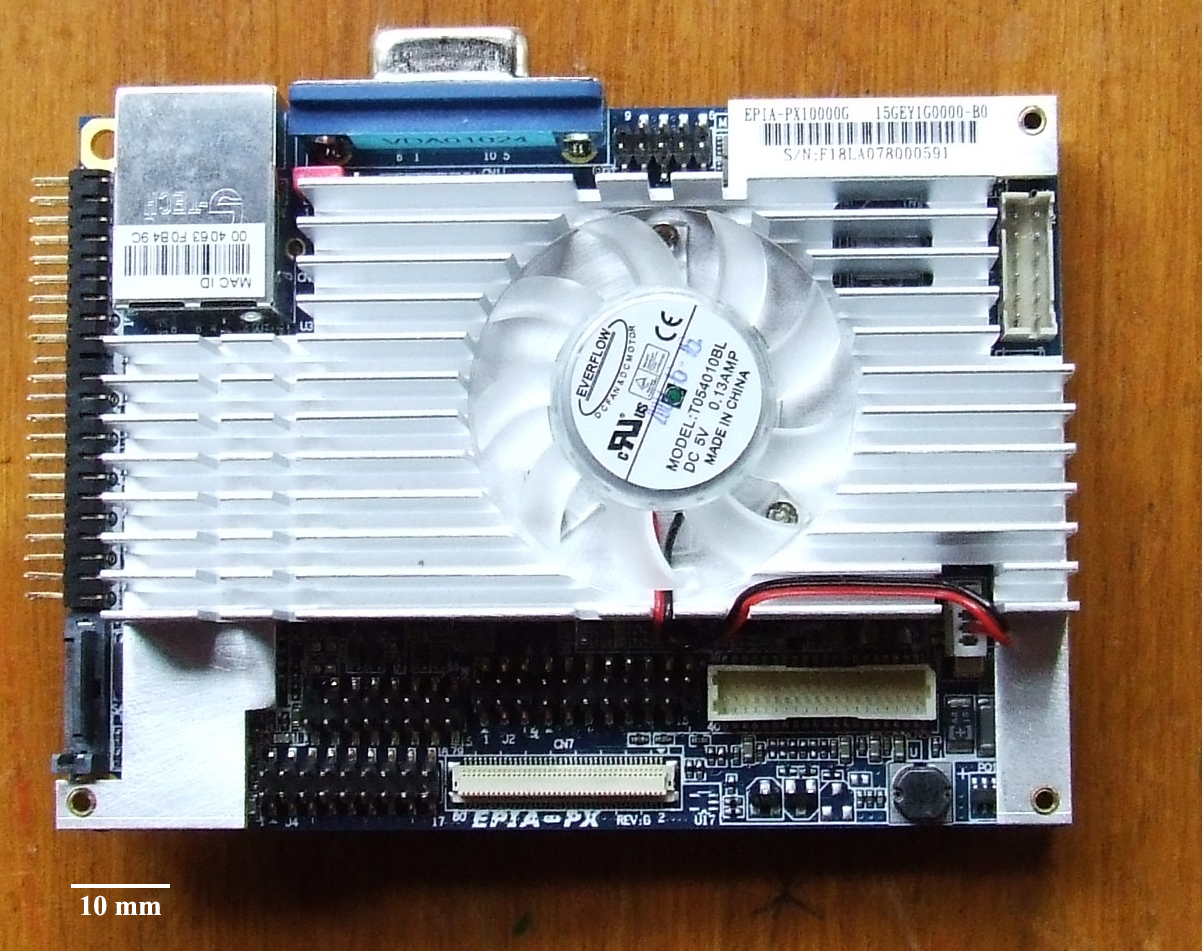
EPIA PX10000G Pico-ITX alaplap –
a Pico-ITX a VIA saját fejlesztésű alaplap-méretfaktora, ezen egy -es, gyorsítótárral ellátott C7-es processzor található; a processzort nagy hűtőborda hűti, amely lefedi az alaplap nagy részét, rajta egy 40 mm-es ventilátorral

2008. április elején mutatkozott be az iskolai használatra célzott, ultrahordozható HP 2133 Mini-Note PC család egy teljesen VIA-alapú, 1,0, 1,2 és 1,6 GHz-es C7-M processzor-portfólióval, amelyben a legalacsonyabb sebességű modell egy SSD-alapú, 4 GiB memóriát kezelő Linux disztribúció futtatására volt optimalizálva, 500 dollár alatti árcédulával, míg a középső szint Windows XP rendszerrel, a csúcsmodell pedig a Windows Vista Business kiadásával jelent meg, gyári alapértelmezés szerint. A HP az egymagos VIA C7-M CPU-t választotta, hogy megfeleljen a már rögzített 499 dolláros induló árnak, annak ellenére, hogy az Intel konkurens Atom processzorcsaládja 2008. április 2-án lépett piacra.

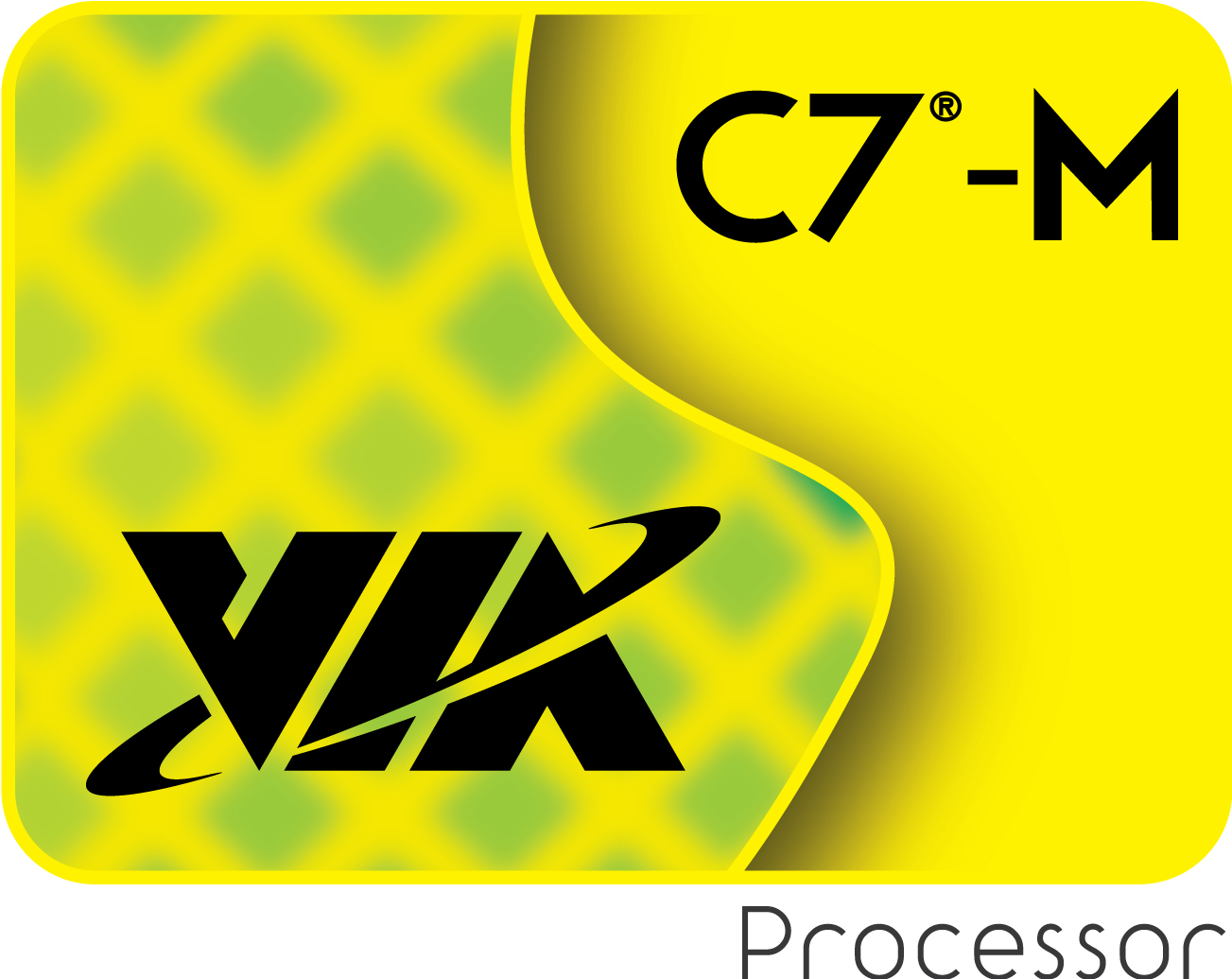
VIA C7-M mobil processzor logó

A C7 öt fő változatban került forgalomba:
- C7: asztali számítógépekhez, laptopokhoz (1.5–2,0 GHz) – FCPGA Pentium-M tokozás, 400, 533, 800 MHz FSB
- C7-M: mobil- és beágyazott eszközökhöz (1.5–2,0 GHz). A VIA C7-M egy tipikus notebook processzor, kitűnik a C7-étől is alacsonyabb energiafogyasztásával. – NanoBGA2, 21 mm × 21 mm, 400, 800 MHz FSB
- C7-M Ultra Low Voltage (ULV, ultra alacsony feszültség): mobil- és beágyazott eszközökhöz (1.0–1,6 GHz) – NanoBGA2, 21 mm × 21 mm, 400, 800 MHz FSB
- C7-D: hasonló az eredeti C7-hez, de RoHS-kompatibilis[6] – ezt mint „karbonmentes processzort” hirdették. Néhány változata nem támogatja a PowerSaver kiterjesztést.[forrás?]
- Eden: egyes VIA Eden CPU-k a C7-es magon alapulnak, alacsony energiafogyasztással, kis méretű tokkal és akár 400 MHz-es órajellel.

## CPU magok

### Esther
Az Esther (C5J) a VIA C3 sorozatbeli Nehemiah+ (C5P) mag továbbfejlesztésének következő fokozata.
A mag újabb funkciói a következők:
- Átlagos energiafogyasztása kevesebb, mint 1 watt.
- 2 GHz-es működési frekvencia és 20 wattos TDP.
- Az L2 gyorsítótár mérete 64 K-ról 128 K-ra nőtt, az asszociativitás változott: a korábbi 16-utas csoport-asszociatív üzemmódot (a C3-ban) a C7-esben 32-utas csoport-asszociatív mód váltotta.
- A VIA azt állította,[7] hogy a C7 busz fizikailag a Pentium-M 479 tűs tokozásán alapul, de az Intel AGTL+ Quad Pumped Bus rendszere helyett a szabadalmazott VIA V4 sínt használja az elektromos jeltovábbításra, elkerülve jogi vitákat.
- „Twin Turbo” technológia, ami kettős PLL-ből áll, az egyiket magas órajelfrekvenciára, a másikat egy alacsonyabbra állítva. Ez lehetővé teszi a processzor órajelfrekvenciájának igazítását egyetlen processzor-ciklus alatt. Az alacsonyabb kapcsolási késleltetés következménye, hogy agresszívebb szabályozás alkalmazható.
- Az SSE2 és SSE3 utasításkiterjesztések támogatása.
- NX bit támogatása fizikai címkiterjesztési módban, amely megakadályozza, hogy a puffertúlcsordulást okozó szoftverhibákat vírusok vagy támadók kihasználhassák.
- Az SHA-1 és SHA-256 hashalgoritmusok hardveres támogatása.
- „Montgomery-szorzó”: a moduláris szorzás Montgomery algoritmussal hardveres támogatása, max. 32K kulcsmérettel, a nyilvános kulcsú kriptográfiában történő alkalmazásokhoz.

## Tervezési szempontok
- A C7 Esther a C3 Nehemiah továbbfejlesztése, amiben a VIA/Centaur a hagyományos megközelítést követte a teljesítmény és a korlátozott tranzisztor/teljesítmény arány közötti egyensúly kialakításában.
- A C3 sorozatú lapkák kialakítása során a leglényegesebb elv az volt, hogy még egy viszonylag egyszerű, sorrendi végrehajtású skalár mag is elfogadható teljesítményt nyújthat egy komplex, szuperskalár, sorrenden kívüli maggal szemben, ha hatékony „front-end”, azaz előzetes utasításkód-lehívási, gyorsítótár- és elágazás-előrejelzési mechanizmusok támogatják.
- A C7 esetében a tervezőcsapat a kialakítás előkészítő részének (front-end) további ésszerűsítésére / racionalizálására összpontosított, azaz a gyorsítótár méretére, az asszociativitásra, az adatátviteli sebességre, valamint az előzetes utasításkód-lehívási rendszerre.[8] Ugyanakkor a chip végrehajtó magjában (back-end) nem történt jelentős változtatás.
- A C7 sikeresen csökkentette a teljesítménybeli különbséget az AMD/Intel lapkákkal szemben, a hőmérsékletbeli korlátozásokat redukálva.

## Fordítás
Ez a szócikk részben vagy egészben  a   VIA C7 című angol Wikipédia-szócikk ezen változatának fordításán alapul.  Az eredeti cikk szerkesztőit annak laptörténete sorolja fel. Ez a jelzés csupán a megfogalmazás eredetét és a szerzői jogokat jelzi, nem szolgál a cikkben szereplő információk forrásmegjelöléseként.